# West Harrow (London Underground)

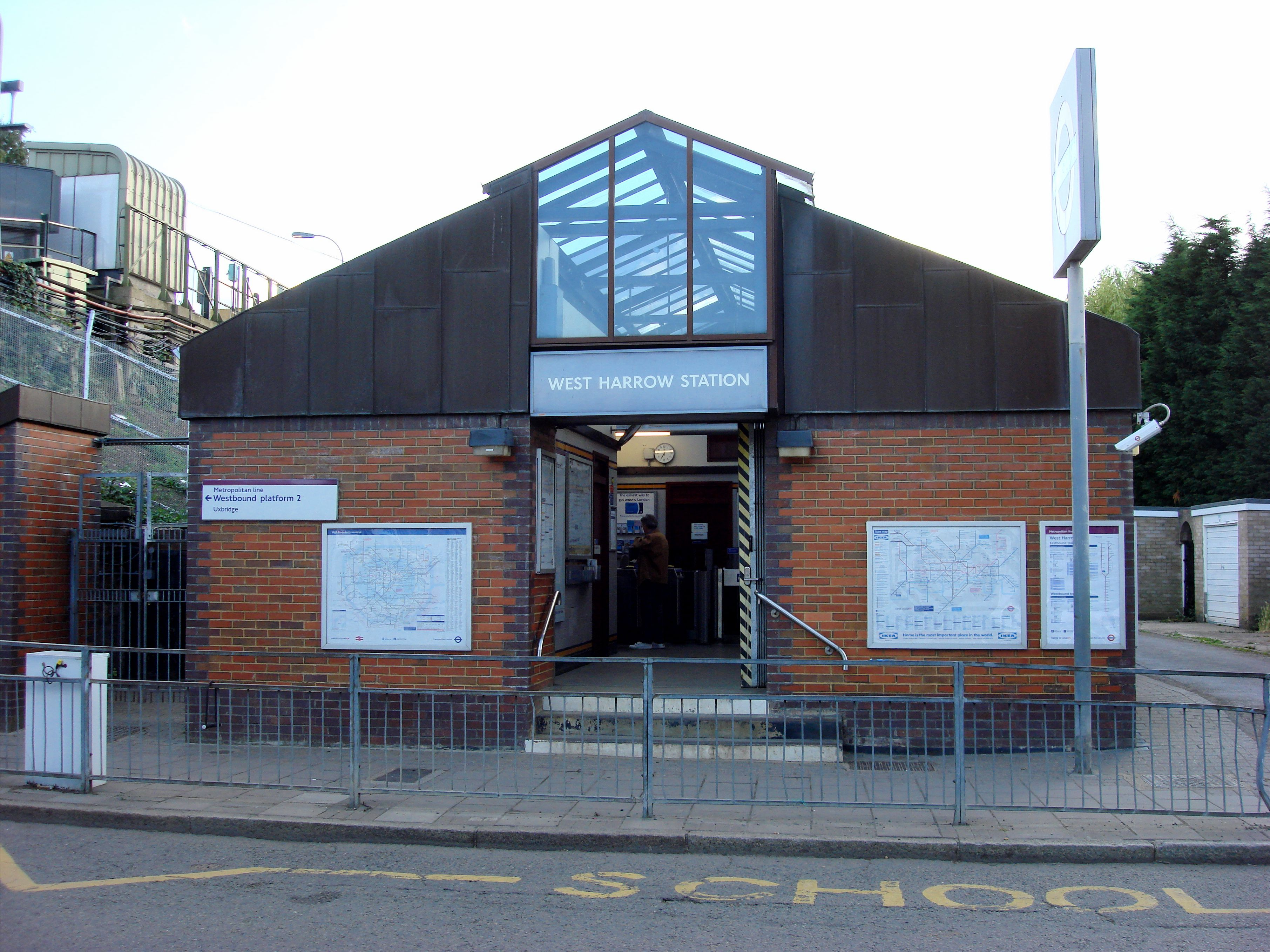
Stationsgebäude

West Harrow ist eine oberirdische Station der London Underground im Stadtbezirk London Borough of Harrow. Sie liegt in der TfL-Tarifzone 5 an der Vaughan Road. Die von der Metropolitan Line bediente Station wurde im Jahr 2013 von 1,13 Millionen Fahrgästen genutzt.
Die Strecke der Metropolitan Railway (Vorgängergesellschaft der Metropolitan Line) bestand zwar bereits seit dem 4. Juli 1904, doch die Station wurde erst nachträglich gebaut, weil die Dichte der Bebauung zunächst noch sehr niedrig war. Die Eröffnung erfolgte am 17. November 1913.